# WORKING!! (WEB版)
『WORKING!!』（ワーキング）は、高津カリノによる日本の漫画作品。自営のウェブサイト「うろんなページ」にて2002年から2012年まで連載され、2015年に単行本化、2016年にアニメ化された。

## 概要
高津カリノが「がはこ」というハンドルネームでデビュー前から運営しているウェブサイト・うろんなページで2002年から2012年まで連載されていたWEB漫画。作者はこの漫画がきっかけでプロデビューを果たした。
商業誌である『ヤングガンガン』（スクウェア・エニックス刊）の『WORKING!!』と同様の4コマ漫画で、ファミリーレストランが舞台のコメディであるが、登場人物が働いている描写はあまり見受けられない。
WEB版『WORKING!!』から商業版になるにあたり『ヤングガンガン』版『WORKING!!』が誕生したが、別世界ではなく別店舗として扱われている。そのためこの2つの漫画においては幾つかキャラ同士の繋がりがあり、ウェブサイトのらくがきまんがなどで描かれることもある。作者本人は、WEB版を猫組、『ヤングガンガン』版を犬組と呼んでいる。
サイトでの本編以外にも、らくがきまんがや企画モノなどの番外編が多数制作されている。『ブタイウラ』のキャラクターとも共演することがあり、過去には「WORKブタ混合白雪姫」などで共演した。データの紛失などで現在は公開していない作品もあるが、それらは作者本人が「忘れている可能性があるため公式設定としない」と述べている。
2012年5月20日をもって、全45シリーズ662話で完結。足掛け10年という長期連載に幕を下ろした。その後も時々らくがき漫画の形で後日談が描かれていたが、2013年5月3日にて完結した。その後、約4年ほど、不定期ではあったが、高津のブログ（うろんにらくがき）で更新を行っていた。しかし、単行本最終巻である、6巻発売日の前日である、2017年4月24日をもって、らくがきでの更新も完結した。
2015年より『ヤングガンガン』で連載開始となった『WORKING!! RE:オーダー』ではゲストキャラクターとして何名か登場している。
2015年7月より『WEB版 WORKING!!』のタイトルで順次単行本として出版された。
2016年10月より12月まで『WWW.WORKING!!』のタイトルで、テレビアニメが放送された。

## あらすじ
東坂高校に通う真面目な高校1年生・東田大輔は、ある日、父親の会社が倒産してしまい、小遣いと携帯代と定期代を出せないからバイトでもしろと父親に言われ、ファミリーレストラン「ワグナリア」でアルバイトを始める。東田はそこで働く個性的な店員たちに翻弄され、様々な騒動に巻き込まれる。

## 登場人物
年齢・職業・身長は「人物紹介」 のデータより。2015年のサイトリニューアル後、身長設定はなくなった。各キャラクターの担当声優は、東田と宮越の二人はエイプリルフール公開のアニメ以降、それ以外のキャラクターは特筆のない限りドラマCD以降の全メディア作品で共通。

### ファミレスメンバー

#### フロアスタッフ
東田 大輔（ひがしだ だいすけ）
声 - 中村悠一
進学校に通う16歳の高校1年生。東坂高校1年5組に在籍。父の会社が倒産し、それがきっかけでファミレスでアルバイトをする事になる。真面目な性格だが、言葉足らずで周囲に誤解を与えることもある。連載当初は個性的すぎるスタッフの面々に翻弄されるポジションだったが、宮越の料理を食べさせられてからは徐々に性格が「改造」され、無表情で冷淡な毒舌家に変貌した。自分とは違う、ノリのウザい自分の家族、特に父親が大嫌い。
料理を諦めさせる目的で宮越と付き合いはじめたが、宮越のことは純粋に全く好みではなく恋愛感情は皆無。宮越の料理を食べるたび臨死体験をさせられ、さらに食事を奢らされるなど苦労が絶えない。
最終シリーズ一つ手前で宮越に好意を示されるが、この段階では面倒事としか受け止めてなかった。そこから半年後の最終シリーズでは目的通り宮越が料理を諦めたことで付き合う理由が無くなっていたため、宮越に別れ話をする。しかし、宮越が一通り落ち込むのを見た後、改めて交際を申し込み本当の恋人同士となった。その際にははっきり好きとは言わなかったが、「他の人間には渡したくないと思っている」と彼なりの気持ちを伝えた。
作者の公式サイトの隠しページには続編にあたると思われる物語が掲載されており、2人のその後の相思相愛ぶりが描写されている。東田と宮越は永田・柳葉・村主ともまだ交流が続いている。
宮越 華（みやこし はな）
声 - 戸松遥
16歳の高校1年生。16歳にしてフロアチーフを任されている。母親の葉子と二人暮らしで父親とは別居中。普段はがさつで男勝りな性格だが、客の前では猫を被り愛想よく接客する。仕事熱心だが、給料が振り込まれる銀行口座の暗証番号を忘れているため預金が下ろせず、母親から小遣いをもらっている。ようやく通帳を更新出来た際は、その額を見た東田が驚いている。バイトをしている理由は母子家庭になると金が必要だと思ったから。勉強は苦手で、三角関数を化学の問題と思ったり、英語の勉強でも「不定詞」「副詞」などを日本語と理解できず驚いたりで、妃と東田からもさんざん馬鹿にされている。カラオケで英語の歌詞は問題無く歌えるが、本人は東田に指摘されるまで何かの呪文と思っていた。
母親が料理研究家であるにもかかわらず、本人の料理の腕前は最悪。チョコレートは食べると臨死体験に加えて聖バレンチヌスが降臨する。また、このチョコを食べてから東田の性格が変わり始めたことから、人格改造チョコ扱いされている。
第30話で自分の作ったチョコレートを食べた際に降臨した聖バレンチヌスから「料理は愛情」という啓示を受け、東田と付き合うことを決意。だが、「付き合う」の意味を良く解っていなかったために妃の発言を言葉通りに受けて概ねバイト帰りに奢られているだけの関係となっており、東田本人からは非常に迷惑がられている。
前述通り男女関係というものを全くわかってなかったが、臨死体験中にバレンチヌスに情操教育を受けた結果、若干意識が向くようになった。第44シリーズで味見することを覚えたことで自分に料理のセンスが全くないことにやっと気付いて東田に謝罪し、今まで自分の料理に一生懸命付き合ってくれた東田に惚れた。半年後にあたる最終シリーズでは東田の好みに合わせて髪を伸ばしており、カップ麺が失敗なく作れるようになった。また東田から改めて交際を申し込まれたことで正式なカップルとなった。
作者の公式サイトの隠しページには続編にあたると思われる物語が掲載されており、2人のその後の相思相愛ぶりが描写されている。また、髪はさらに伸ばしている。
榊 研一郎（さかき けんいちろう）
声 - 鳥海浩輔
28歳。ファミレスの店長。仕事ができないので、店のことは大抵宮越に任せてしまっている。学生時代は喧嘩が滅法強く、いつも飼い猫のミヨ子を頭に乗せていたため「猫の榊」のあだ名で恐れられていた。実は弱い番長に頼まれ猫のエサと引き換えに喧嘩を代わっていただけで、そのことで人に避けられていることを、本人は「いじめられている」と勘違いしていた。今なおその筋や鎌倉家からスカウトされ続けているが断っており、「他の組に入らない約束料」として多額の金銭を受け取っている。店内で姫の世話をしており、なつかれている様子。
村主 さゆり（むらぬし さゆり）
声 - 日笠陽子
19歳の美大生。19歳だが、学年は妃や足立らと同じ。後述のお得意様のような「見えないお客様」の接客も担当している。しかし本人は幽霊などは一切信じていない。非常に愛想がなく無表情であるが、稀に見せる笑顔はそのときめきと心霊現象の恐怖のギャップで足立の心臓が痛くなるほど綺麗であり、足立と斉藤は散々な目にあった。笑顔を見せる度に青い顔をして硬直されるため、本人は見るに堪えないものだと思いこんでおり、当初の足立とのすれ違いの要因となっている。
足立の恐怖心や不用意な発言をネタにちょっかいをかけるのが日課。高熱で欠勤した際、見舞いに来た足立に告白され付き合うようになる。らくがきまんがでは足立との交際中に温泉旅行に誘い、露天風呂で混浴するなど積極的にアプローチしている。貧乳であることがコンプレックス。ドライアイスや熱したヤカンなど、素手で触ると危険なものについ触れてしまう癖がある。最終シリーズでは足立に「実家の寿司屋で住み込みで働かないか」という長期的なプロポーズを、段階を踏むことで承諾。彼と共にワグナリアを退職することにした。隠しページでは足立と結婚後の様子が描かれている。
「うろんにらくがき」では息子が出ており、志保の娘からは寿司屋の息子と呼ばれており、母と同じく幽霊が見える体質である。
宮越チョコを一番最初に食べた人物 でもある。
近藤 妃（こんどう きさき）
声 - 種田梨沙（単行本第3巻ドラマCD版） / 水樹奈々（テレビアニメ版以降）
20歳の大学生。金髪・巨乳でSっ気が強くヘビースモーカーのヤンママだが、頭脳明晰で有名大学で哲学を学んでいる。村主とは幼なじみ。娘の姫と子連れ出勤しているが、店ではあまり働かず、いつも何かしらの理由をつけて榊から金をむしり取っている。韓国語（単行本、アニメでは英語）を修得しているため、斉木を下僕にして面倒を見ている。健全な男女交際などしたことが無いとは本人の談。幼い頃から母親に反抗的であったが、子供が生まれてからは円満になった様子。
最終シリーズでは、買い物中に「姫の父が中学生くらいの子と歩いてるのを見た」と、その人物像をほのめかしている。
鎌倉 志保（かまくら しほ）
声 - 雨宮天
19歳の大学生。消費者金融会社の社長令嬢で、客からのクレームも金で解決しようとする高飛車な性格。母親は幼いときに亡くなり、父親に溺愛されて育った。進藤を「ユータくん」と呼んでつきまとい、彼の多額の借金をネタにいじめるのが日課。私情で借金を増やしたり札束をくっ付けたボウリング球をキャッチさせるなどかなり容赦ない。物語途中から日本刀を携えるようになった。常にSPがついているが、彼女の行為がエスカレートしないよう進藤を護るのが目的。
小学生の時に自分のプロポーズを断った進藤を逆恨みして、いじめ続けていた が、SPにアドバイスされた進藤に「志保」と呼び捨てにされて責め立てられると、昔のように自分をお金持ち扱いしない進藤に戻ってほしくていじめていたと告白。紆余曲折を経て進藤と両想いになり、それ以降は進藤にベタ惚れで近くにいると頭に花が生えるようになった。
最終シリーズでは、転職した進藤と結婚前提で交際中で父親公認の仲となっている。ワグナリアでのバイトも続けており、料理を習うためキッチンの手伝いもしている。
「うろんにらくがき」にて娘が出ており、寿司屋の息子や刀屋の娘と仲良く遊んでいる。
進藤 ユータ（しんどう ユータ）
声 - 小野賢章、諏訪彩花（幼少期）
19歳のフリーター。志保とは幼馴染だが、呼び捨てにすることを許されず「志保ちゃん」と呼んでいる。父親が志保の会社に多額の借金をして失踪したため、その返済に追われている。ファミレス以外にも新聞配達やホストなど複数のバイトを掛け持ちしているが、稼いだ現金は借金取りに取られるため、余った食材などがもらえるワグナリアのバイトを一番大事にしている。弟と妹がいる。
小学生の時、照れ隠しで志保の告白をあっさり断ってしまったため、彼女に一方的にいじめられ続けていた。しかし、SPの提案で志保を呼び捨てにする「接待」で志保の態度が変わったことをきっかけに彼女の気持ちを受け入れた。最終シリーズでは、バイトを辞め、借金を完済して結婚するために志保の父親に紹介された建設業に就いている。また、志保といちゃついているとSPから吹き矢で射られるようになった。
斉木 恒輝（さいき こうき）
声 - 細谷佳正
20歳の大学生。韓国育ちの日本人で片言の日本語を話す。時々自覚なしにとんでもない言い間違いをすることがあるが、本人に悪気はなく、また表情があまりにも純真なため、店の人間は誰も恒輝に対して強く出られない。永田でさえ「不自然なくらいに普通」と評した。バイトの面接は友人が冗談で応募したもので、当初は全く日本語が話せなかった。店で唯一韓国語ができる妃が通訳兼教育係となったが、乱暴な脅し文句を教えられ、意味がよくわからないまま使って周囲を困惑させることもしばしば。
単行本、アニメでは諸般の事情により、帰国子女で韓国語ではなく英語を話す設定となり、一部エピソードが差し替えられた。

#### キッチンスタッフ
足立 正広（あだち まさひろ）
声 - 内山昂輝
20歳のフリーター。長髪を束ね、両耳に複数のピアス をしている。やや内気だが真面目で温厚な性格。寿司屋の息子だが、接客が苦手なため跡継ぎは無理と思っていた。バンドをやっており、犬組の佐藤潤とはバンド仲間。
「村主の笑顔」を見て以来、村主に対して複雑な感情を抱くようになり、挙動不審になって失言する度に村主を不機嫌にさせていた。だが、風邪で休んだ村主のお見舞いに行った時にその色々はっきりしない問題を解決すべく付き合うこととなる。最終シリーズでは寿司屋を継ぐためにバイトを辞めることを決め、会える時間が少なくなるのを惜しんで、村主に実家に住み込みで働かないかと引き抜きの誘いをかけ、段階を踏んではいるものの了承をもらっている。村主や周囲のプレッシャーに追い込まれると暴走する傾向に、村主からは「追い込まれると怖い」と評されている。
河野 拓哉（こうの たくや）
声 - 下野紘
20歳の大学生で文学部。陽気な性格。20歳の店員を集めて「二十歳同盟」なるものを創設して店を辞めたが、足立に言いくるめられてあっさり復帰した。同い年の妃を「姉御」と呼んだり、年上以外の人間をあだ名で呼ぶことが多い。
当初こそその性格からトラブルメーカー的にボケることが多かったが、ツッコんでくれる相方と思っていた足立が村主と絡むようになってからは、異常なまでに挙動不審な彼にツッコむことが多くなり、また宮越へのツッコミ役だった東田にツッコミを頼んだ際には管轄外と言われた事から、永田と並ぶツッコミ役として落ち着いてしまった。
カップリングがない事で共通している斉木と一緒に出ることも増え、ミリが本店の人間関係のチャートを作ろうとした際には妃に「余った」と言われたため、ミリに「かわいそうだから私と仲良しの線を引いてあげる」と言われるなど、実はかなり早い段階からボケ役から離れつつあった。

### 東田の関係者
東田 耕作（ひがしだ こうさく）
声 - 大川透
大輔の父。会社が倒産しても親父ギャグにするほど明るい。そして、そのことを笑わなかった息子のこづかいと通学費を払わなくなるという非常に扱いにくい相手。大輔と華が付き合いだしたことを喜んでおり、すでに2人の子供の名前を「花子」と決めているが、なぜ「華子」でないかは不明。
東田 幸子（ひがしだ さちこ）
声 - 久川綾
大輔の母。やはり明るい。パートをしている。耕作と同じく大輔と華が付き合いだしたことを喜んでいる。
東田 咲子（ひがしだ さきこ）
声 - 斎藤桃子
大輔とは年子の妹。常時笑顔で明るい受験生。全国模試トップレベルと実は兄より優秀らしいが、なぜか宮越と波長が合う。
柳葉 ミリ（やなぎば ミリ）
声 - 麻倉もも
16歳の高校1年生。東田のクラスメイトだが登校拒否中であるためワグナリアに現れるまで知られていなかった。常に人魂のようなものを連れているが、人魂ではなく「ひきこもりオーラ」である。初登場時は東田に幽霊と間違えられている。テンションは低いが人懐っこい。年がら年中マフラーを巻いている。夏に冬服、冬に夏服を着ていたりする（雪山ではスクール水着で滑走していた）。誰にでも妙なあだ名をつける。髪型はツインテール。永田を驚かせるためつけ毛にしたことがある が普段は自毛。村主によれば後述の『お得意様』は彼女の祖父。
東田を通じて永田と仲良くなり、バレンタインで永田から東田に渡すのを諦めたチョコを受け取った際には東田に一口食べさせるなど、彼女を応援する場面が多々ある。同時に、むしろ東田との距離が縮まらないことにホッとする永田に呆れている。
最終シリーズで、遂に高校に通う事をきっぱりと諦めた。
永田 るい（ながた るい）
声 - 小澤亜李
16歳の高校1年生。お団子ヘアが特徴的。犬を飼っている。ミリからは「ながたん」、宮越からは「お客様」と呼ばれている。東田のクラスメイトで生徒会に所属。東田に好意を寄せており、東田と宮越の関係にやきもきしたりもするが、人格が変わっていく東田に対する自分の恋に不安を抱えている。東田に頼まれミリの友人になる。本作の中では数少ない常識人で、変人だらけのスタッフに困惑することが多い。不自然なまでに「普通」だった斉木が登場した際にはかなり戸惑っていたが、ミリの看病のために水を頼んだ際「おとといきやがれ」と間違った日本語を言われた際は、「なんでこの店は変な人しかいないのかしら」という心の声とは裏腹に安心するなど、ワグナリアの環境に慣れきっていたため、のちに東田に謝罪されている。最終シリーズでは、髪を肩まで切ってハーフアップにしている。また、東田とのすれ違いにより、縁が無いと自分の恋をすっきりと諦めた。
アライさん
声 - 斎藤桃子
河野が企画した肝試しの際に東田と宮越によって捕獲され、以後諸般の事情で東田家で飼われているアライグマ。宮越になついているが東田を嫌っている。東田は「コンビニ」と名付けたが、宮越は「アライさん」と呼んでいる。
飼育許可が必要な特定移入動物であるため、東田は役所に行き道庁で道知事の許可を得るよう案内された。アニメ版では妃から特例でもなければと飼えないと説明され、宮越は「鎌倉になんとかしてもらう」と言って東田に押し付けた。

### 鎌倉の関係者
鎌倉家の父
声 - 保村真
志保の父。「健全な」消費者金融の社長。お金が大好き。進藤家の父とは二十年来の悪友関係で大金を貸している。気難しい性格で、進藤父曰く「老若男女金持ち貧乏人誰に対しても平等に嫌な奴」。娘を溺愛している。基本的に自分の仕事に関しては妥協の無い性格ではあるが、一方で付き合いの長い進藤家を個人的には気にかけており、最終的にユータや進藤父にちゃんと借金を返せるような仕事を斡旋している。
ユータに対しては複雑な感情を抱いているようであり、幼い頃親子関係に助言をしてくれたことから「命だけは保証する」と約束、借金を取り立てつつ娘の暴走からユータを守るよう志保のSPに命じている。志保の母親についてもユータに話している。志保と正式に付き合う事になってからは仕事を紹介する一方で「二人の仲をほどほどに邪魔する」よう斉藤と田坂に命じている。
田坂（たさか）
声 - 興津和幸
志保の護衛だが、実際は志保に殺されないよう進藤を見守る役目。SPであり常にサングラスを着用。26歳。榊の高校時代の後輩である。最終シリーズ前のらくがき漫画では仕事が斉藤とともに「志保と進藤がイチャつくのを程よく邪魔する」事に変わり、転職したいとこぼしていたが、あまりのいちゃつきぶりに素直に邪魔したくなっている。
斉藤 大地（さいとう だいち）
声 - 斉藤壮馬、Lynn（幼少期）
田坂と同じく、志保（進藤）の護衛の新人SP。20歳。村主や妃とは小学校の同級生。小学生時代に無表情な村主をしつこくからかい、村主の笑顔を見せられてから、以後そのことがトラウマになりふさぎ込んで対人恐怖症となったことで、やたらと前髪を伸ばして他人と目を合わせられなくなっている。志保の護衛となったことで、再び妃や村主と出会っている。
本編キャラクターではワグナリア女性スタッフ以外で志保に悪態をつける、ほぼ唯一の存在である（先輩SPの田坂にも驚かれている）。また志保が家出をして死亡フラグを立てられた際には、志保父に対して「俺を殺すとお嬢の居場所がわかりませんよ」と脅しをかけて死亡フラグを回避している。
多分にチンピラな雰囲気を纏っているが、公には敬語を使い、ユータのことは進藤様と呼ぶ。またユータとは一連の騒動を経て奇妙な友人関係となった。
鎌倉 保乃花（かまくら ほのか）
志保の母。ユータの母である妙子と同じ施設で育ったが体が弱く、進藤父の紹介で鎌倉家にメイドとして雇われるうちに鎌倉家の父の寵愛を受け結婚し、志保を産んだ。志保が幼い頃に亡くなっている。志保同様、好きな人のそばにいると頭に花（バラ）が咲いていた。
鎌倉家のメイド長
鎌倉家の父（ぼっちゃま）と保乃花が結婚できるようにぼっちゃまをサポートした。孫（すみれ）が生まれるので退職。
鹿沼 すみれ
メイド長の孫娘で彼女もまた鎌倉家のメイド長となった。志保とは歳が近い。特に斉藤と会話するシーンが多い。美人ではあるが真顔が怖いため、斉藤のコンプレックスを知ってからは斉藤の起き抜けを襲っていたが、斉藤が村主と和解した後に褒めちぎられて照れた可愛い美人顔を斉藤が見てしまい、斉藤の新しいコンプレックスを生み出した。

### その他
近藤 姫（こんどう ひめ）
声 - 水樹奈々
妃の娘。まだ乳児で満足に喋れないが、妃によれば三角関数を理解しており、華より賢い。株式投資に興味を示しているが、妃からはまだ早いと宝くじ をおもちゃ代わりに与えられていた。父親は不明。妃をして「似たら泣く」と言わしめるような人物らしい。いつも一緒にいる榊を父親だと思っている節がある。らくがきまんがでは、周りに誰もいなくても状況を冷静に判断してあまり泣かないという様子が描かれている。
最終シリーズでは成長して少々単語を話すようになり、「投資にはまって金を稼ぐクセがついた」が、その金を「ダメ男（榊）に貢ぐクセまで」付いたと、妃に心配されている。
父親についてはほとんど描写がなかったが、最終シリーズにおいて、妃による「中学生くらいの女の子と歩いていた」という情報が挙がった。またコミックス4巻の表紙裏の４コマで村主は「足立君の何かを8倍くらいにしたような人」と語っている（のちに妃が「9倍くらいはあるんじゃねえかな」と訂正している）。
お得意様（おとくいさま）
村主以外には見えていないお客様。ミリの祖父で、ミリ曰く「長い髭を生やした東田に似ている」らしい。コーヒーにミルクを付けると怒り、村主が居ないと店に怪奇現象を起こすかなり厄介な客。最終シリーズで村主が足立と共にバイトを辞めることを了承した際には、店のガラス（アニメではテーブル）に一瞬「祝」の血文字を出現させる。それを見た妃は店の戦力が大幅に減ると予測した。
宮越 葉子（みやこし ようこ）
声 - 園崎未恵
華の母。36歳。料理研究家。テレビ番組『夕方ワイドどさんこどんどん』内の「女は黙ってもう一品!」に出演している。料理はひたすら目分量で、足立から「繊細さのかけらもない料理人」と言われている。いわゆるツンデレな性格。華の料理は「人智を超えた何か」と評し、決して口にしない。東田が宮越チョコで性格が悪化したと知った際は責任を取らせると言って娘を押し付けようとした。その後、よく分からない理由で付き合うようになった二人に混乱して怒鳴っている。
夫とは、自分の料理の食べすぎで糖尿病になったことに逆ギレして別居していたが、最終シリーズでは華が味見をしながら料理をして作り出した混沌を怖れて夫に泣きついたことをきっかけに復縁した。
趣味は料理と家事。実家は喫茶店を営んでおり、店を手伝っていた時に常連客の柏葉と出会い、それが夫婦のなれそめとなった。婚約は17歳。
村主 沙衣子（むらぬし さいこ）
声 - 大原さやか
さゆりの母。職業は除霊。39歳。頭の上からいつも「〜゜」と描写される電波を出している。仕事柄、霊能力について平然と発言するが、同様の能力を持っていながら霊能力に否定的な娘には若干疎まれている。遠距離からでも娘の身に起こった事がわかるほどの能力を持ち、先回りして周囲に伝えたりしている。足立が娘に憑かれていると見抜き魔除けのお札を渡した。最終シリーズでは先述の予知で知ったのか、足立から一緒に自宅の寿司屋で住み込みで働かないかとの誘いを受けたさゆりに、すぐに承諾する電話をかけてきた。
村主 悟（むらぬし さとる）
声 - 寺崎裕香
さゆりの弟。小学5年生。霊媒体質だが姉のようには霊が見えていないようである。よく取り憑かれて体調を崩している。登場する際は足立絡みのエピソードである事が多い。足立とさゆりが一緒にいる場では2人に結構気を使っている。
進藤家の父
声 - 川田紳司
ユータの父。精肉店を経営。重度のギャンブル依存症で、鎌倉家から莫大な額の借金をしており、進藤家の借金はほぼ全て彼が原因である。鎌倉父曰く「老若男女金持ち貧乏人誰に対しても平等にクズ」。そのためユータからは殺意を抱かれるレベルで嫌われているが、一方でどこか愛想を尽かされない憎めなさがある。
長い間失踪中であったが、ユータと志保がくっついて借金がチャラになったことを期待して帰ってくる。ユータは家に匿うが、パチンコ屋にいたところを斉藤に発見され、志保が家出する際に身代わりとして鎌倉家に引き渡される。その後鎌倉父から八時間説教を受けた後、借金返済のためマグロ漁船に乗せられる。マグロの一本釣りでかなりの額を稼ぎ、その金をさらに競馬で増やし借金返済額に近づいたが、パチンコで全て使い果たし、ユータを激怒させた。
鎌倉家の父とは長い付き合いであり、ユータや志保が生まれる前から金を借りていた仲。その折に保乃花を紹介したことで二人が結ばれている。
進藤 妙子（しんどう たえこ）
声 - 生天目仁美
ユータの母。夫が借金を重ねたせいで無理をして病気がちになっている。ただし、夫のことでなんやかんや文句を言いつつも最終的にはユータに「根は悪い人じゃない」と語っている。
隠しページによれば、保乃花とは同じ施設の出身で仲が良かった。
聖バレンチヌス
声 - 梅津秀行
宮越の作ったチョコを食べた人物の臨死体験時にその人物の前に必ず降臨する神様のような2頭身のおじさん。ラヴ&ピースを伝えることを使命としており、かなり軽いノリの性格である。東田のことを父の耕作と勘違いしていた。バレンタインデー以外の日に降臨するとパワーが足りず小さくなる。東田と宮越が付き合うよう勧めたことを反省している。沙衣子からは東田に憑いた「季節モノの霊」と言われている。宮越がチョコを作らず買うようになったため、出番が減少している。東田が神社で多額の賽銭を投入して宮越の料理上達を祈願したときは、管轄が違う上に「司祭だけど神様じゃない」という理由で願いを却下した。ミトラのような細長い帽子を被っており、上からの衝撃で縮む。第44シリーズで実体化して東田と宮越にラヴ&ピースを伝えたあと消滅した。
村主家の父
沙衣子の夫でさゆりと悟の父。女性霊を口説きいい気分にさせて成仏させるのが得意だが、その場の雰囲気で生きている女性にも声をかけている。そのためいつも父親の周りに複数の女性（霊体も含む）がいるように見えるさゆりは、恋愛に対し奥手になった。
足立家の母
正広の母。足立の実家である寿司屋を切り盛りしている。息子が何の相談もなく一緒に働くつもりで彼女（さゆり）を連れてきたことに動揺していたが、さゆりのことは気に入っている。息子と同じく、パニックになると言動が支離滅裂になる。
近藤 美智子（こんどう みちこ）
声 - 小島幸子
妃の母で姫の祖母。孫である姫のことを溺愛している。沙衣子とは友人。アニメ版では第2話Cパートに登場。
吉田
声 - 鈴村健一（単行本第5巻ドラマCD版）
足立と『WORKING!!』（犬組）の佐藤のバンド仲間である男性ドラマー。他の二人とは対照的に、能天気で明るい性格。いつも袖の伸びたシャツを着ており、ドラムスティックを耳にかけている。髪を赤く染めているため、村主からは「赤井君」と呼ばれており、足立はそれを訂正できずにいた が、いつのまにか吉田本人も「赤井君」と呼ばれることを受け入れていた。ユイちゃんという彼女がいて、よく足立と佐藤にのろけている。また、恋人の居ない佐藤に対して余計なお節介を企んでは、耳にかけたスティックで報復される。
原作では苗字のみだったが、単行本5巻ドラマCDでは「吉田 大翔（よしだ はると）」というフルネームが設定された。
ユイ
ピンク色の髪が特徴の吉田の彼女、時系列的に2年前の出来事となる「なつめネット」ではつぐみの友人。
柏葉（かしわば）
声 - 竹本英史
宮越葉子の夫で華の父。テレビ局アナウンサー。通っていた喫茶店のツンデレ娘の葉子に惚れられて結婚し、華をもうけた。本編にはごくわずかに出ているが落書き漫画のツンデレ人妻わかばこさんでのエピソードの方が強い。「なつめネット」でさりげなく夫婦で登場している。
岡（おか）
猫組店舗のマネージャー。高校生の娘がいる。個性的すぎる店の若い女子（強い宮越、貫禄のある妃、霊感のある村主、女王様気質の志保）に囲まれているせいで、彼女らのような個性をもたない自分の娘は今時の普通の子ではないかもしれないと思い悩み、榊に養育について相談した。

### 「犬組」からの登場人物
単行本第5巻に登場
白藤 杏子（しらふじ きょうこ）
榊の学生時代からの友人。
佐藤 潤（さとう じゅん）
声 - 小野大輔（単行本第5巻ドラマCD版）
足立の友人でありバンド仲間。さゆりと八千代に「赤井君」と呼ばれている吉田について訂正するも、当の吉田が「吉田君」に反応せず断念した。
轟 八千代（とどろき やちよ）
声 - 喜多村英梨（単行本第5巻ドラマCD版）
佐藤の彼女。さゆりとは刃物の話で意気投合し仲良くなっている。
さゆり同様、吉田のことを「赤井君」と呼んでいる。
相馬 博臣（そうま ひろおみ）
山田に、好みの女子は巨乳で金髪で賢くてSで山田じゃない人と言ったため、妃に引き合わされる。
妃とはある程度面識があるようで、妃を「近藤さん」と呼ぶ。
山田 葵（やまだ あおい）
相馬の好みに合う女性として妃を見つけるが、「適当に言ってるだろ、お前の真逆を」とあしらわれる。
相馬と妃をくっ付けようと奔走し、姫にも相馬の名前を覚えさせようとしている。
種島 ぽぷら（たねしま ぽぷら）
支店からの助っ人として登場。
小鳥遊 梢（たかなし こずえ）
通りすがりの酔っ払い。
小鳥遊 宗太（たかなし そうた）
支店のスタッフ。東田のセリフでショックを受けた彼女の伊波を励ましたり、進藤の発言から教訓を得たりと多くない出番の割にストーリー的には良い役割を担っている。
伊波 まひる（いなみ まひる）
支店のスタッフ。小鳥遊と付き合っている中で何気に東田や進藤に影響を受ける。

## 他作品キャラクターとの関係
- 隠しページでは、就職した東田の同僚にサーバント×サービスの山神ルーシーがいる。また別の隠しページの落書きには、山神や長谷部豊それぞれと話す東田（と思われる同期の人物）が、他の日の落書きには東田と話す長谷部（と思われる同期の人物）がいる。なお作者サイトにおいては主人公という事で犬組の小鳥遊と共演する事もそれなりにあるが、本編中ではほぼ面識はない（Re:オーダーで顔を合わせているものの「たまたま見掛けたカップル」程度の認識）。
- 榊は『ヤングガンガン』掲載の『WORKING!!』（犬組）に登場する、店長の白藤杏子とは同級生で高校時代から付き合いがあり、食料をねだられる関係。杏子を慕っているフロアチーフの轟八千代とも知り合い[11]。犬組で種島が拾ってきた子猫を引き取っており、Re:オーダーにて再会させている。
- 河野は隠しページの落書き『変な名前の近所の子』で、実家の隣に住んでいる『サーバント×サービス』の中学生時代の山神ルーシー（当時の表記は留子で、そのため河野はトメちゃんと呼んでいる）とのやりとりが描かれている。その後の落書きでは区役所に就職が決まり引っ越し準備をしている山神に、実家に帰ってきた河野（らしき人物。顔がはっきり描かれていない）と話したり、山神が長谷部豊に「昔よく本を貸してくれた幼馴染の隣のお兄さんが結婚する」と話している。
- ダストボックス2.5の円辰巳に呼ばれる形で、足立が寿司職人としてダストボックスに出向いている。両者の関係性は不明。

## 東坂高校
- 北海道のとある市内の公立進学校
- 男子の制服は学ラン
- 女子の制服はセーラー服
- 基本的にアルバイト禁止だが、家庭の事情などあれば許可書が出る。東田の場合は父親が「家計を助けるために自分からバイトを買って出た」というちょっといい話に脚色したため一発で許可された。

## 書誌情報

### 同人誌
- WORKING!!
  - 作者がイベントに出ない謎の引きこもり個人オリジナルサークル「うろん屋」を作り発行した。
  - 内容
    - サイトに掲載されている本編1話（東田大輔編） - 16話（10月編）、8月編は収録されていない。
    - 「人物紹介」、「20歳の恋愛」、「16歳のかいだん」、「19歳の悩み」、「28歳の面接」、「各話あとがき」が書き下ろしとして収録されている。

### 単行本
- ヤングガンガンコミックス（スクウェア・エニックス）[注釈 10] より『WEB版 WORKING!!』のタイトルで刊行。当初は4巻完結予定だったが、落書き漫画の量が増えすぎため全6巻で刊行された。
- 第3 - 5巻の初回限定版はドラマCD付き。近藤妃役の声優は3巻では種田梨沙が担当していたが、病気療養に伴う活動休止に伴い、テレビアニメ及び単行本第4巻・第5巻特装版付属ドラマCDでは水樹奈々が担当することとなった[12][13]。

| タイトル/巻数     | 初版刊行日付   | ISBN                                                                  |
| ----------------- | -------------- | --------------------------------------------------------------------- |
| WEB版 WORKING!! 1 | 2015年7月25日  | ISBN 978-4-7575-4675-2                                                |
| WEB版 WORKING!! 2 | 2015年8月25日  | ISBN 978-4-7575-4684-4                                                |
| WEB版 WORKING!! 3 | 2015年9月25日  | ISBN 978-4-7575-4685-1（通常版） ISBN 978-4-7575-4686-8（初回限定版） |
| WEB版 WORKING!! 4 | 2016年9月25日  | ISBN 978-4-7575-5008-7（通常版） ISBN 978-4-7575-5010-0（初回限定版） |
| WEB版 WORKING!! 5 | 2016年12月24日 | ISBN 978-4-7575-5009-4（通常版） ISBN 978-4-7575-5011-7（初回限定版） |
| WEB版 WORKING!! 6 | 2017年4月25日  | ISBN 978-4-7575-5332-3                                                |

## テレビアニメ
2016年10月より12月までTOKYO MXほかにて『WWW.WORKING!!』（ワーキング）のタイトルで放送された。単行本第1 - 3巻までの内容をアニメ化しているが、一部エピソードの時系列が入れ替えられて1年半の物語にまとめられている。後述の本家「WORKING!!」のエイプリルフール企画で本作のアニメ化のウソ映像を制作した際、収録スタジオにいた中村と戸松がそれぞれ東田と宮越を担当し、そのまま持ち役になった。

### プロモーション
2011年4月1日に『WORKING!!』（犬組）のアニメ公式HP上に「コッチ（猫組）も遂にアニメ化決定!!!!!!…？」という告知がなされ、東田と宮越が登場するトレーラーが現れたが、これはエイプリルフールネタであり、翌日に犬組のアニメ2期の制作が発表された。当日1日のみ掲載されていた約90秒の「猫組」アニメーションはこの日のために専用に制作されたもの。また、トップページには犬組のアニメ版キャラクターデザインに似せて作られた猫組のキービジュアルも掲載されていた。
2016年4月1日にアニメ「WORKING!!」の公式サイトにて「最新アニメの制作決定」と称し7種類のビジュアルが公開され、「WWW.WORKING!!」のティザービジュアルもその中に含まれていた。翌日の4月2日に『WWW.WORKING!!』のタイトルで、アニメ化することが発表され、8月26日には10月放送スタート、キャスト情報などが公開された。

### スタッフ
- 原作 - 高津カリノ（ヤングガンガンコミックス / スクウェア・エニックス刊）
- 監督 - 鎌倉由実
- シリーズ構成 - 吉岡たかを
- キャラクターデザイン・総作画監督 - 中野繭子
- サブデザイン - 湯川純
- プロップデザイン - 加藤やすひさ
- 色彩設計 - 坂本いづみ
- 美術監督 - 佐藤勝
- 美術設定 - 青木薫
- 撮影監督 - 長瀬由起子
- 編集 - 坪根健太郎
- 音響監督 - 明田川仁
- 音楽 - 横山克
- 音楽制作 - アニプレックス
- プロデューサー - 小田桐成美、三澤幸三、渡辺章仁
- アニメーションプロデューサー - 五十嵐守
- 制作 - A-1 Pictures
- 製作 - 「WWW.WORKING!!」製作委員会（アニプレックス、読売テレビ、ローソン）

### 主題歌
オープニングテーマ「Eyecatch! Too much!」（第1話 - 第12話）
作詞 - 田形美喜子 / 作曲・編曲 - 大隅知宇 / 歌 - 宮越華（戸松遥）、村主さゆり（日笠陽子）、鎌倉志保（雨宮天）
第1話ではエンディングテーマとして使用。
エンディングテーマ
「無重力フィーバー」（第2話 - 第12話）
作詞・作曲・編曲 - 本田光史郎 / 歌 - 東田大輔（中村悠一）、足立正広（内山昂輝）、進藤ユータ（小野賢章）
「無重力フィーバー（special ver.）」（第13話）
作詞・作曲・編曲 - 本田光史郎
歌 - 東田大輔（中村悠一）、宮越華（戸松遥）、足立正広（内山昂輝）、村主さゆり（日笠陽子）、鎌倉志保（雨宮天）、進藤ユータ（小野賢章）

### 各話リスト
| 話数 | サブタイトル                       | 脚本       | 絵コンテ   | 演出       | 作画監督                                                                           |
| --- | ---------------------------------- | ---------- | ---------- | ---------- | ---------------------------------------------------------------------------------- |
| 第1話 | アルバイトは人生を変えてくれる     | 吉岡たかを | 鎌倉由実   | 鎌倉由実   | 森知鶴 加藤やすひさ                                                                |
| ある雪の日、高校生の東田大輔はアルバイトの面接を受けるためファミレス「ワグナリア」を訪れる。店長の榊研一郎は東田の複雑な事情を聞いて即採用。店員は客の前では猫を被っている宮越華、見えないお客様の相手をする村主さゆり、借金のためバイトを掛け持ちする進藤ユータ、進藤をいたぶる鎌倉志保など個性派ぞろい。2月、宮越は手作りのバレンタインチョコを食べてもらう相手に東田を指名。バレンタインデー当日、チョコを口にした東田は村主が警告したとおり聖バレンチヌスが降臨する臨死体験をする。 |                                    |            |            |            |                                                                                    |
| 第2話 | 人生そんなに甘くない               | 関根アユミ | 嵯峨敏     | 嵯峨敏     | 神本兼利                                                                           |
| 春、テストを控えた華は母親の宮越葉子から成績が悪ければバイトをやめさせ塾に通わせると言われ、東田に勉強を教えてくれと頼む。大学生の近藤妃は娘の姫と子連れ出勤して周囲を驚かせる。榊は外国育ちで全く日本語が話せない斉木恒輝を店員に採用する。河野拓哉に無表情を注意された村主は、足立正広の気遣いの言葉に笑顔を見せるが、足立はショックを受け放心状態になる。妃は、進藤が志保との幼いころのできごとが原因でいじめられていると聞き、謝罪を勧めるがうまくいかない。東田の家で勉強を教えてもらった華は勉強のし過ぎで、テスト当日の朝は放心状態。見かねた葉子はバイト継続を認め、華は元気に出勤する。 |                                    |            |            |            |                                                                                    |
| 第3話 | 君にしか頼めない                   | 永井千晶   | 金崎貴臣   | 中原れい   | 齋藤雅和 飯飼数幸                                                                  |
| 夏、冬の制服にマフラーを巻いた柳葉ミリが来店。彼女は不登校で東田と同じクラスだった。河野は肝試し大会を開催、店員全員が強制招集される。熊の出現におびえる中、宮越はアライグマを拾い、東田が飼うことになった。東田はクラスメイトの永田るいに柳葉と友達になってくれるよう頼む。ワグナリアに出向いた永田は、東田になつく柳葉や、アライグマに会うため東田家に通う宮越の話を聞いて混乱する。 |                                    |            |            |            |                                                                                    |
| 第4話 | いけるきがする                     | 吉岡たかを | あきとし   | 星野真     | 小林理 湯川純                                                                      |
| 秋、宮越は早朝に母親の料理を持って東田家を訪問。東田は帰る宮越を途中まで送ってやることになる。二人は、北海道神宮に立ち寄り、宮越の料理の腕が上がることを祈願。それを見かけた永田は、二人の願い事にショックを受ける。神頼みで自信をつけた宮越は再びチョコを作る。それを食べた東田にまたも聖バレンチヌスが降臨、神頼みは管轄違いと断られ、現世に返される。永田は東田と宮越がつきあっていないと知って安堵する。 |                                    |            |            |            |                                                                                    |
| 第5話 | ふくしゅうしてみる                 | 関根アユミ | 祝浩司     | 石川俊介   | 伊集院いづろ 加藤やすひさ                                                          |
| 冬、東田は、妃に金をたかられる榊がなぜ金を持っているのか疑問に思うが、鎌倉のSP田坂によってその理由が明かされる。斉木の日本語はまだつたなく、うっかり鎌倉を激怒させてしまうが、言い間違いで難を逃れる。村主の母村主沙衣子が来店。足立は「さゆりに憑かれた足立さん」と言い当てられ、村主への複雑な思いを漏らしてしまう。柳葉は店員の人間関係を調査。永田はなりゆきで宮越にチョコ作りを教える約束をしてしまう。 |                                    |            |            |            |                                                                                    |
| 第6話 | 運命サバイバル                     | 永井千晶   | 青柳隆平   | 青柳隆平   | 西川絵奈 森知鶴 前田学史 成松義人                                                  |
| バレンタイデー、村主から手作りチョコをもらった足立は驚きのあまり気絶してしまう。東田は宮越と永田が作ったチョコを食べて以前と同じく倒れる。降臨したバレンチヌスは宮越の料理上達のため、「（宮越を）めっちゃ愛しなさい」と言うが、東田は拒絶。足立はさらに失言して村主の機嫌を損ねるがどうにか和解。鎌倉の新人SP斉藤大地は、村主の小学生時代のクラスメイトだった。宮越は東田にもっと料理を食べさせようとするが、東田は宮越の料理は一生食べないと宣言する。 |                                    |            |            |            |                                                                                    |
| 第7話 | 料理は愛情                         | 関根アユミ | あきとし   | 飛田剛     | 湯川純 菊池貴行                                                                    |
| 季節はまだ冬。借金に苦しむ進藤は妃と姫から宝くじを恵んでもらう。そのくじが1等前後賞あわせて3億円当選、進藤は借金が返せると喜ぶ。しかし泣いている鎌倉を見て、くじを河野に渡す。そのくじは去年のものだった。宮越は再び手作りチョコを持参するが、東田は拒否。宮越は自分のチョコを口にして倒れ、バレンチヌスと対面。宮越を連れ戻すため、東田もチョコを食べる。バレンチヌスは「愛しなさい」と指示したことを謝罪して二人を現世に返す。目覚めた二人は、心配した永田に3時間も説教される。初めて客に叱られた宮越は涙ぐみながら東田と帰宅する。 |                                    |            |            |            |                                                                                    |
| 第8話 | おかしなはなし                     | 永井千晶   | 宮崎なぎさ | 嵯峨敏     | 加藤やすひさ 石﨑夏海                                                              |
| 宮越はバレンチヌスの言葉を根拠に、料理上達のため東田に交際を申し込む。東田はつきあえば納得して別れてくれるだろうと了承するが、おごらされるばかりで疲弊する。宮越は村主と足立にもつきあえと勧めるが、足立はうっかり「無理」と言ってしまう。機嫌を損ねた村主に、足立はあせって「好きです、割と」と曖昧な告白をしたため、村主はさらに不機嫌になり店を早退してしまう。宮越は東田への思いやりを考えた末、「うまいもんが食いたいんじゃないかと思って」と市販のチョコを買ってきて東田に食べさせる。 |                                    |            |            |            |                                                                                    |
| 第9話 | 僕らはみんな病んでいる             | 吉岡たかを | 鎌倉由実   | 鎌倉由実   | 神本兼利 本多みゆき                                                                |
| 村主の欠勤が続き、怪奇現象に悩まされるワグナリア。妃の指示で足立が村主家に見舞いに行く。沙衣子によれば、早退したあと40度の熱を出して部屋に閉じこもっているという。村主を病院に連れていくため、足立は逡巡したあげく「俺と付き合ってみない？」と告白。ようやく部屋から出た村主は足立に「どうしてこのタイミングで」と返し、病院に連れて行ってと頼む。熱が下がって出勤した村主と足立は交際宣言。病人に告白した足立に妃らはあきれる。柳葉が風邪をひきワグナリアで寝込んでいるため、東田は永田を呼んで看病させる。永田はすねる柳葉に友達だから心配しているとなぐさめるが、柳葉は永田に「（東田のこと）そんなに好きじゃないんだ」とつっこみ、永田を悩ませる。 |                                    |            |            |            |                                                                                    |
| 第10話 | 明日に向かって吼えろ               | 関根アユミ | あきとし   | 関谷真実子 | 成松義人 門智昭 柳孝相 齋藤雅和 飯飼一幸                                           |
| 早春、進藤は鎌倉との過去を思い返し、借金を作った父親のせいで鎌倉のプロポーズを断ってしまったことを思い出す。妃は昔のように鎌倉を呼び捨てにしてはどうかと提案、進藤は練習のため「志保ー！」と叫ぶ。しかしそれを見た鎌倉は進藤を痛めつけたあと、帰宅して寝込む。SPの田坂らは昔の鎌倉に戻ってもらうため、進藤に「接待」してほしいと依頼。翌日、進藤は宮越のチョコを誤って食べて、昔の性格に戻ってしまったということにして、強気な態度に出る。進藤に責め立てられた鎌倉は泣きながら、金持ち扱いせず仲良くしていた子供のころのように戻ってほしくて進藤をいじめていたと告白。いい雰囲気になったところで田坂らに引き剥がされる。その夜、進藤は長らく失踪していた父親を発見する。 |                                    |            |            |            |                                                                                    |
| 第11話 | 右の頬を殴られたら左腕でカウンター | 永井千晶   | 島崎奈々子 | 島崎奈々子 | 菊池貴行 湯川純 森知鶴 石﨑夏海 清水勝祐 落合瞳                                    |
| 宮越は東田との付き合い方について村主や妃にアドバイスを求めると、村主は思いやりが必要と答える。しかしよくわからない宮越は、もっと詳しい人物に話を聞こうと考え、東田家で自身の手作りチョコを食べてバレンチヌスに会いに行き、恋愛や思いやりについて尋ねる。そこへ東田が迎えにくるが、その際に自分の口の中に残っていたチョコを口移しで食べたものと勘違いした宮越は罪悪感にかられる。後日宮越は、東田に土下座して謝り、バイト代を貯めた通帳を慰謝料として差し出す。さらに「責任とってもらってやんよ」とプロポーズ。東田は反省する宮越を面白がりつつも、チョコは以前もらって残していたものを食べただけと説明して誤解を解く。 |                                    |            |            |            |                                                                                    |
| 第12話 | あらしの前の何か                   | 永井千晶   | 青柳隆平   | 崎山早良   | 西川絵奈 渡辺浩二 高橋道子 真田しづえ 神本兼利 石崎夏海 加藤やすひさ               |
| 鎌倉は進藤の借金を清算して交際を進展させるため、進藤の臓器売買を考える。村主は足立を自宅に招き、最近挙動不審な理由を尋ねる。足立は宮越が東田と言い争って押し倒しているのを目撃してから、村主に何かしなければと思っていたことを打ち明け、村主に嘲笑される。その後足立は村主にキスして「勢いでも義務感でもないから謝らない」と叫んで家を飛び出す。進藤の父親が斉藤に捕まり、鎌倉は匿っていた進藤に借金を返す気はないのかと詰め寄る。進藤が誰かの犠牲で幸せになるのは良くないと説得すると、鎌倉は鎌倉家を捨てると宣言し家出する。家出中に鎌倉は改めて進藤に告白、進藤はおでこにキスして続きは借金問題が全部解決してからと答える。進藤父は鎌倉父の紹介でマグロ漁船に乗せられかなり稼いだが、それを全てパチンコですってしまい進藤を激怒させる。 |                                    |            |            |            |                                                                                    |
| 第13話 | 全てのことには理由がある           | 吉岡たかを | 鎌倉由実   | 鎌倉由実   | 中野繭子 森知鶴 神本兼利 加藤やすひさ 湯川純 西川絵奈 石﨑夏海 本多みゆき 清水勝祐 |
| 春、東田の夢にバレンチヌスが別れを告げに現れる。心配する宮越に、東田は何気なく「料理しなければこのまま付き合っていられる」と口にしてひとり焦る。宮越は料理が成功しそうな考えを巡らし、今更ながら味見することを思いつく。一週間後、日に日に衰弱していく宮越を家まで送った東田は、宮越の料理で家中に立ち込める瘴気に驚愕。宮越は泣きながら、東田にひどいものを食べさせていたことに気付いたと謝罪し、料理はしないと誓う。東田は宮越が最後に作ったチョコを食べてバレンチヌスに最後の挨拶に行こうとするが、不味いと思っただけで臨死状態にならない。すると現世にバレンチヌスが現れ二人の努力を称えて消える。宮越は照れながら東田に女性の好みを聞き、髪を伸ばすと決める。半年後の秋、店を辞めて建設業の仕事をする進藤は、バイトを続ける鎌倉と交際中。足立は実家の寿司屋を手伝ってほしいと村主に伝え二人でバイトを辞めることになる。東田は料理の問題が解決したのを理由に宮越に別れを告げたあと改めて交際を申し込み、晴れて恋人同士となった。 |                                    |            |            |            |                                                                                    |

### 放送局
| 放送期間                 | 放送時間                     | 放送局       | 対象地域   | 備考                                            |
| ------------------------ | ---------------------------- | ------------ | ---------- | ----------------------------------------------- |
| 2016年10月1日 - 12月24日 | 土曜 23:30 - 日曜 0:00       | TOKYO MX     | 東京都     |                                                 |
|                          |                              | とちぎテレビ | 栃木県     |                                                 |
|                          |                              | 群馬テレビ   | 群馬県     |                                                 |
|                          |                              | BS11         | 日本全域   | 『ANIME+』枠                                    |
| 2016年10月4日 - 12月27日 | 火曜 2:30 - 3:00（月曜深夜） | 読売テレビ   | 近畿広域圏 | 製作委員会参加 / 『MANPA』第2部                 |
| 2016年10月5日 - 12月28日 | 水曜 2:05 - 2:35（火曜深夜） | テレビ愛知   | 愛知県     | 第13話のみ12月29日 木曜 2:05 - 2:35（水曜深夜） |
|                          | 水曜 2:34 - 3:04（火曜深夜） | 札幌テレビ   | 北海道     | 作品の舞台地                                    |
|                          | 水曜 23:30 - 木曜 0:00       | AT-X         | 日本全域   | リピート放送あり                                |

| 配信期間        | 配信時間           | 配信サイト |
| --------------- | ------------------ | --- |
| 2016年10月5日 - | 水曜 12:00 更新    | ニコニコチャンネル / バンダイチャンネル / ひかりTV ビデオマーケット / アニメ放題 / U-NEXT / GYAO! dアニメストア / dTV / Amazonプライム・ビデオ |
|                 | 水曜 12:00 - 12:30 | AbemaTV |
|                 | 水曜 21:30 更新    | ゲオチャンネル |

### BD / DVD
| 巻 | 発売日         | 収録話          | 規格品番                             | 規格品番                             |
| 巻 | 発売日         | 収録話          | BD限定版                             | DVD限定版                            |
| -- | -------------- | --------------- | ------------------------------------ | ------------------------------------ |
| 1  | 2016年11月23日 | 第1話           | ANZX-11971〜3（同梱版） ANZX-11974/5 | ANZB-11971〜3（同梱版） ANZB-11974/5 |
| 2  | 2016年12月21日 | 第2話 - 第3話   | ANZX-11976/7                         | ANZB-11976/7                         |
| 3  | 2017年1月25日  | 第4話 - 第5話   | ANZX-11978/9                         | ANZB-11978/9                         |
| 4  | 2017年2月22日  | 第6話 - 第7話   | ANZX-11980/1                         | ANZB-11980/1                         |
| 5  | 2017年3月22日  | 第8話 - 第9話   | ANZX-11982/3                         | ANZB-11982/3                         |
| 6  | 2017年4月26日  | 第10話 - 第11話 | ANZX-11984/5                         | ANZB-11984/5                         |
| 7  | 2017年5月24日  | 第12話 - 第13話 | ANZX-11986/7                         | ANZB-11986/7                         |

### Webラジオ
『NAGAKING!!（ナガーキング）』は、2016年9月30日から2017年4月21日まで公式サイトにて第1・第3金曜に配信されていた番組。パーソナリティは永田るい役の小澤亜李。
ゲスト
- #1 広橋涼（山田葵 役）
- #2 戸松遥（宮越華 役）
- #3 中村悠一（東田大輔 役）
- #4 内山昂輝（足立正広 役）
- #5 雨宮天（鎌倉志保 役）
- #6 日笠陽子（村主さゆり 役）※公開録音
- #7 下野紘（河野拓哉 役）
- #8 斎藤桃子（東田咲子 役）
- #9 鳥海浩輔（榊研一郎 役）[20]
- #10 麻倉もも（柳葉ミリ 役）
- #11 園崎未恵（宮越葉子 役）
- #12 梅津秀行（聖バレンチヌス 役）
- #13 小野賢章（進藤ユータ 役）
- #14 水樹奈々（近藤妃 役）
- #15 日笠陽子（村主さゆり 役）